# 12533 Edmond
12533 Edmond este un asteroid din centura principală de asteroizi.

## Descriere
12533 Edmond este un asteroid din centura principală de asteroizi. A fost descoperit pe 2 iunie 1998 la observatorul Zeno din Edmond (Oklahoma) de Tom Stafford (astronom). Asteroidul prezintă o orbită caracterizată de o semiaxă mare de 2,57 ua, o excentricitate de 0,21 și o înclinație de 5,0° în raport cu ecliptica.